# Маттіас Кляйнгайстеркамп
Маттіас Кляйнгайстеркамп (нім. Matthias Kleinheisterkamp; 22 червня 1893, Ельберфельд — 29 квітня 1945, Гальбе) — німецький офіцер Ваффен-СС, обергруппенфюрер СС і генерал Ваффен-СС, кавалер Лицарського хреста Залізного хреста з Дубовим листям.

## Ранні роки
Маттіас Кляйнгайстеркамп народився 22 червня 1893 року в місті Ельберфельд. Був учасником Першої світової війни. Кляйнгайстеркамп вступив в НСДАП (партійний квиток № 4 158 838) і в СС (службове посвідчення № 132 399). У 1938 році поступив на службу в штандарт СС «Дойчланд».

## Друга світова війна
У 1940 році став командиром 3-го піхотного полку СС «Тотенкопф». З 7 по 18 липня 1941 року тимчасово заміняв Теодора Ейке на посаді командира моторизованої дивізії СС «Тотенкопф». З 31 грудня 1941 по 1 квітня 1942 був командиром моторизованої дивізії СС «Дас Райх». З 1 квітня 1942 по 15 січня 1944 був командиром 6-ї гірської дивізії СС «Норд» (з перервою у квітні — червні 1942).
У жовтні 1943 року під командуванням Кляйнгайстеркампа був сформований VII танковий корпус СС. 20 липня 1944 року корпус був розформований, а його частини влиті в IV танковий корпус СС, яким Маттіас командував з 1 по 20 липня 1944 року. У серпні 1944 року поставлений на чолі XI армійського корпусу СС і командував ним до кінця війни. Одночасно 1 — 6 серпня 1944 командував XII армійським корпусом СС, а 4 — 11 лютого 1945 року — III (германським) танковим корпусом СС. 29 квітня 1945 року покінчив життя самогубством біля Гальбе.

## Звання
- Фанен-юнкер (2 серпня 1914)
- Лейтенант (31 жовтня 1915)
- Обер-лейтенант (1 лютого 1928)
- Гауптман (1 жовтня 1929)
- Анвертер СС (8 січня 1934)
- Манн СС (24 січня 1934)
- Штурмманн СС (8 лютого 1934)
- Шарфюрер СС (10 лютого 1934)
- Обершарфюрер СС (12 лютого 1934)
- Труппфюрер СС (14 лютого 1934)
- Обертруппфюрер СС (19 березня 1934)
- Штурмфюрер СС (12 квітня 1934)
- Оберштурмфюрер СС (17 червня 1934)

- Гауптштурмфюрер СС (20 квітня 1935)
- Штурмбаннфюрер СС (1 червня 1935)
- Оберштурмбаннфюрер СС (20 квітня 1937)
- Штандартенфюрер СС (18 травня 1940)
- Оберфюрер СС (19 липня 1940)
- Бригадефюрер СС і генерал-майор Ваффен-СС (9 листопада 1941)
- Группенфюрер СС і генерал-лейтенант Ваффен-СС (1 травня 1943)
- Обергруппенфюрер СС і генерал Ваффен-СС (1 серпня 1944)

## Нагороди
- Залізний хрест 2-го і 1-го класу
- Нагрудний знак «За поранення» в чорному
- Сілезький Орел 2-го і 1-го ступеня
- Почесний хрест ветерана війни з мечами
- Йольський свічник (16 грудня 1935)
- Кільце «Мертва голова»
- Почесна шпага рейхсфюрера СС
- Спортивний знак СА в бронзі
- Німецька імперська відзнака за фізичну підготовку в бронзі
- Медаль «У пам'ять 13 березня 1938 року»
- Медаль «У пам'ять 1 жовтня 1938» із застібкою «Празький град»
- Медаль «У пам'ять 22 березня 1939 року»
- Медаль «За вислугу років у СС» 4-го і 3-го ступеня (8 років)

- Застібка до Залізного хреста
  - 2-го класу (13 вересня 1939)
  - 1-го класу (2 жовтня 1939)
- Лицарський хрест Залізного хреста з Дубовим листям
  - Лицарський хрест (31 березня 1942) як бригадефюрер СС і генерал-майор Ваффен-СС і командир моторизованої дивізії СС «Дас Райх»
  - Дубове листя (№ 871) (9 травня 1945) як обергруппенфюрер СС і генерал Ваффен-СС і командувач XI армійським корпусом СС
- Хрест Воєнних заслуг
  - 2-го класу з мечами (20 квітня 1942)
  - 1-го класу з мечами (1 вересня 1942)
- Медаль «За зимову кампанію на Сході 1941/42»
- Орден Хреста Свободи 1-го класу з мечами (Фінляндія) (13 або 16 травня 1943)